# Хёйгор, Хильмар
Хи́льмар о Ре́гни Хёйгор (фар. Hilmar á Regni Højgaard; род. 23 августа 2003 года в Тофтире, Фарерские острова) — фарерский футболист, нападающий второй команды клуба «Б68».

## Карьера
Хильмар — воспитанник тофтирского «Б68», во времена выступлений за юношеские команды 2003 года рождения он считался их самым талантливым игроком. В сезоне-2017 нападающий забил 39 голов в юношеском чемпионате Фарерских островов (до 14 лет), что стало вторым результатом турнира. К тренировкам и матчам первого состава тофтирцев его стали привлекать в 2021 году. Хильмар дебютировал за «Б68» 18 апреля в матче кубка Фарерских островов против клуба «ЭБ/Стреймур», заменив Петура Петерсена на 69-й минуте. Свою первую игру в чемпионате Фарерских островов он сыграл через 15 дней: 9 мая в поединке со столичным «ХБ» форвард вышел на замену на 93-й минуте вместо Стеффана Лёчина. Всего в своём первом сезоне на взрослом уровне Хильмар провёл пять встреч в премьер-лиге.

## Статистика выступлений
| Выступление      | Выступление      | Выступление      | Лига | Лига | Кубки | Кубки | Еврокубки | Еврокубки | Прочие | Прочие | Итого | Итого |
| Клуб             | Лига             | Сезон            | Игры | Голы | Игры  | Голы  | Игры      | Голы      | Игры   | Голы   | Игры  | Голы  |
| ---------------- | ---------------- | ---------------- | ---- | ---- | ----- | ----- | --------- | --------- | ------ | ------ | ----- | ----- |
| Б68              | Премьер-лига     | 2021             | 5    | 0    | 1     | 0     | 0         | 0         | 0      | 0      | 6     | 0     |
| Б68              | Премьер-лига     | 2022             | 8    | 0    | 1     | 0     | 0         | 0         | 0      | 0      | 9     | 0     |
| Б68              | Итого            | Итого            | 13   | 0    | 2     | 0     | 0         | 0         | 0      | 0      | 15    | 0     |
| Всего за карьеру | Всего за карьеру | Всего за карьеру | 13   | 0    | 2     | 0     | 0         | 0         | 0      | 0      | 15    | 0     |